# Istituto internazionale di ricerca sulle politiche alimentari
L'Istituto internazionale di ricerca sulle politiche alimentari, in sigla IFPRI (in inglese International Food Policy Research Institute), è uno dei centri di ricerca facenti parte del gruppo consultivo per la ricerca agricola internazionale (CGIAR), che ha sede a Washington negli Stati Uniti.